# 안젤리나 졸리
안젤리나 졸리(영어: Angelina Jolie, 1975년 6월 4일~)는 미국의 배우이자 영화 감독, 자선가이다. 아카데미상 1회, 미국 배우 조합상 2회, 골든 글로브상 3회 등을 수상하였다. 2009년과 2011년, 2013년에는 미국의 경제 잡지《포브스》가 선정한 '할리우드에서 가장 출연료가 높은 여자 배우'가 되었다. 또한 졸리는 다양한 인도주의 활동에 참여하고 있는데, 국제 연합 아동 기금(유니세프)의 친선대사로 활동했으며 난민 특사로 임명되기도 했다. 졸리는 다양한 언론 매체에서 세계에서 "가장 아름다운" 여성으로 자주 언급되며, 대중들의 관심을 받고 있다.
졸리는 아버지 존 보이트와 함께 《라스베가스의 도박사들》에 출연하면서 어렸을 적부터 영화 활동을 시작했다. 10년 뒤 저예산 영화 《사이보그 2》에 출연하면서 본격적인 배우 활동을 시작했다. 1995년 사이버 스릴러 영화 《해커즈》에서는 처음으로 주연을 맡았다. 전기 텔레비전 영화 《조지 월리스》(1997)와 《지아》에 출연해 평론가들로부터 극찬을 받았고, 《처음 만나는 자유》(1999)로 아카데미 여우조연상을 받았다.
2001년 비디오 게임의 여주인공을 그린 《툼 레이더》의 라라 크로프트로 출연해 대중적 명성을 얻었다. 속편 《툼 레이더 2: 판도라의 상자》에 출연하면서 할리우드에서 가장 높은 출연료를 받는 여자 배우로 올라섰다. 이후 《미스터 & 미세스 스미스》(2005), 《원티드》(2008), 《솔트》(2010), 《투어리스트》(2010)와 같은 대역 없는 액션 영화에 출연해 각각 세계적으로 4억 7,800만 달러, 3억 4,100만 달러, 2억 9,300만 달러, 2억 7,800만 달러의 수익을 거두는 상업적 성과를 거뒀다. 상업성 뿐만 아니라 드라마 《마이티 하트》(2007)에서 극찬을 받았으며, 《체인질링》(2008)으로 아카데미 여우주연상 후보로 지명되었다. 2011년 《피와 꿀의 땅에서》란 영화에서 감독으로 데뷔했다.
졸리는 과거 조니 리 밀러, 빌리 밥 손턴, 브래드 피트와 결혼했지만 모두 이혼하였다. 피트와의 사이에는 친자식 3명과 입양한 자식 3명, 총 6명의 아이를 두고 있다.

## 젊은 시절과 가족
졸리는 배우 존 보이트와 마셸린 버트런드 부부의 딸로 캘리포니아주 로스앤젤레스에서 태어났다. 친오빠로 배우 제임스 헤이븐이 있고, 삼촌은 싱어송라이터 칩 테일러이다. 배우 재클린 비셋과 막시밀리안 셸의 대녀이다. 아버지 쪽의 영향으로 독일과 슬로바키아계 혈통을 가지고 있고, 어머니 쪽의 영향으로 프랑스계 캐나다, 네덜란드, 독일계 혈통을 가지고 있다. 자신의 어머니와 같이 이로쿼이 혈통을 지니고 있다고 말했다. 유일하게 알려진 아메리카 원주민 조상은 1649년 태어난 휴런 족 여성이다.

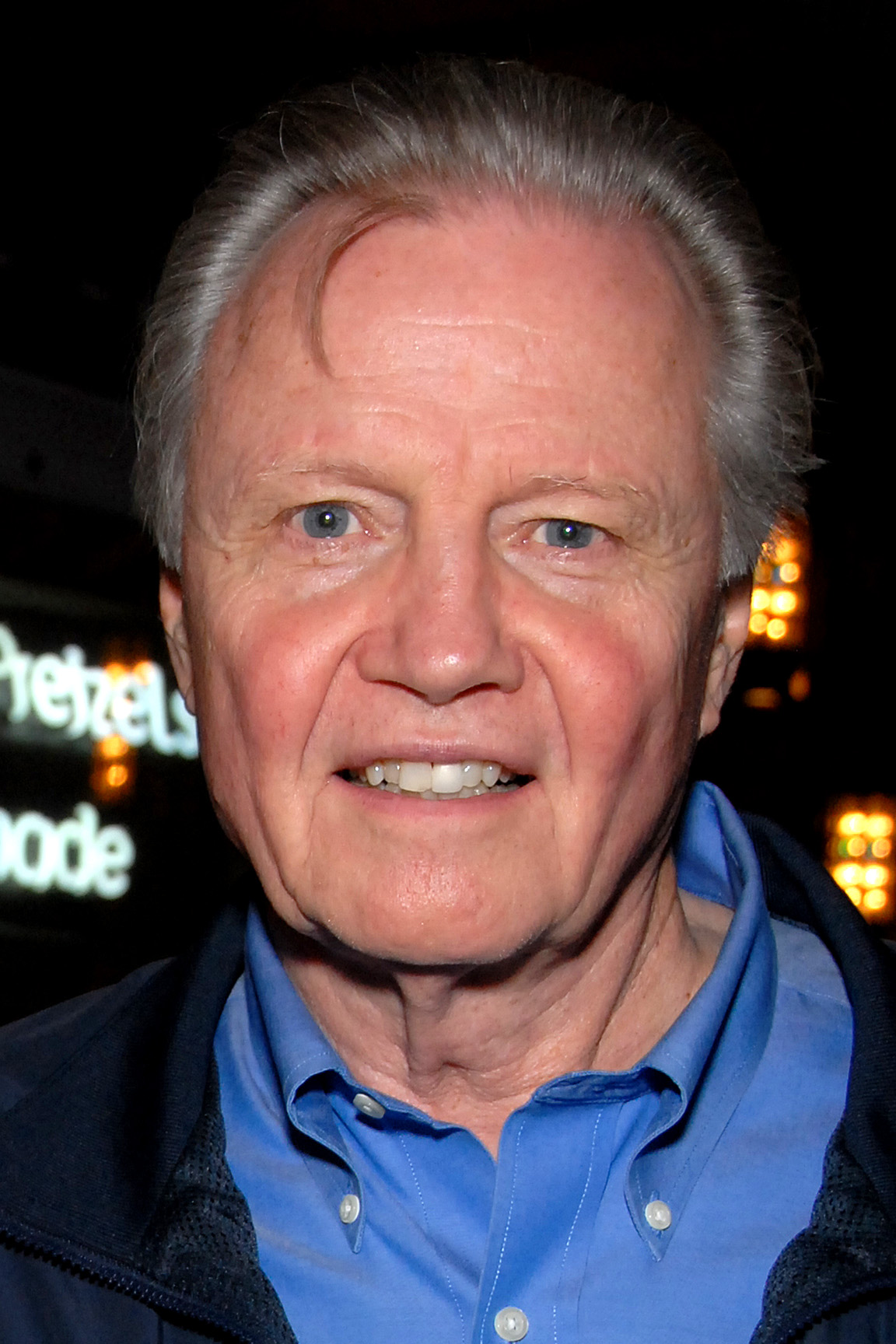
2011년 졸리의 아버지 존 보이트.

1976년 졸리의 부모님이 이혼을 하면서 어머니, 오빠와 함께 살았는데, 어머니 마셸린은 아이들의 양육을 위해 연기 활동을 그만뒀다. 어렸을 적 졸리는 어머니와 자주 영화를 보러 다녔는데 영화 속 연기에 흥미를 가지며 영향을 받았고, 아버지의 일에서 영향을 받지 않았음을 말했다. 6살이 되던 해 어머니, 새아버지 빌리 데이과 함께 졸리 가족은 뉴욕주 팰러세이즈로 이사했다. 5년 후 다시 로스앤젤레스로 돌아왔다. 이후 졸리는 배우가 되기로 결심했고 리 스트라스버그 연기학교에 등록해 2년 동안 연극 무대에 오르는 등 수업을 받았다.
14살때 연기 수업 중 뛰쳐나와 장의사가 돼야겠다고 다짐했다. 이후 로스앤젤레스, 뉴욕, 런던 등지에서 패션 모델로 활동했다. 이 시기에 검은색 옷을 입고 칼 놀이를 즐겼으며, 남자친구와 동거하면서 방탕한 생활을 했다. 2년 뒤 애인과 헤어지고 어머니의 집과 가까운 아파트에서 살기 시작했다. 고등학교를 졸업하고 연기 수업을 다시 시작했는데, "마음만은 언제나 문신을 즐기는 말썽쟁이다"라고 당시를 회상하며 말했다.
졸리는 10대와 20대 초반까지 우울증과 자살충동까지 경험했다. 비벌리 힐스 고등학교를 다닐 때 어머니의 수입으로만 살아가는 집안 형편으로 소외감을 느꼈고, 안경과 교정기를 착용한 외모 때문에 다른 아이들의 놀림감이 되었다. 이렇게 인간관계에 어려움이 생겼고 결국 자해를 하기까지 했다. 나중에 "항상 칼을 가지고 다녔고 주변을 살폈다. 무슨 이유에서인지 나를 베고 고통을 느끼는 것이 하나의 의식과도 같았다. 아마도 살아있다는 것을 느끼고, 감정을 발산하는 하나의 방식이었던 것 같다. 이러한 행동이 왠지 나에게 도움이 되었다"고 말했다. 20살이 되면서부터 마약을 시작했는데, 헤로인을 포함한 "할 수 있는 모든 마약을 접하려" 노력했다.
졸리와 아버지와의 관계는 원만하지 않았다. 이혼을 하면서 어머니와 같이 살았기 때문인데, 오랜 세월 동안 관계가 멀어져 있었다. 이후 《툼 레이더》 (2001)에 함께 출연하면서 화해했으나, 관계가 다시 악화되었다. 졸리는 배우로서의 정체성을 확고히하기 위해 중간 이름을 예명으로 오랫동안 써왔다. 2002년 7월 자신의 성인 보이트를 법적으로 아예 삭제해달라고 요청했고, 2002년 9월 12일부로 법적 삭제가 인정되었다. 그 해 8월 존 보이트는 《액세스 할리우드》와의 인터뷰에서 "졸리는 심각한 정신적 문제"가 있다고 말했다. 이에 대해 졸리는 더 이상 아버지와의 관계는 없다고 답했다. 당시 캄보디아에서 아들 매독스를 입양했기 때문에 아버지와 연관되는 것은 건강상 좋지 않다고 판단해서였다. 2007년 1월 27일 어머니가 난소암으로 사망했고, 이를 계기로 6년 동안 사이가 좋지 않았던 아버지와 화해했다.

## 경력

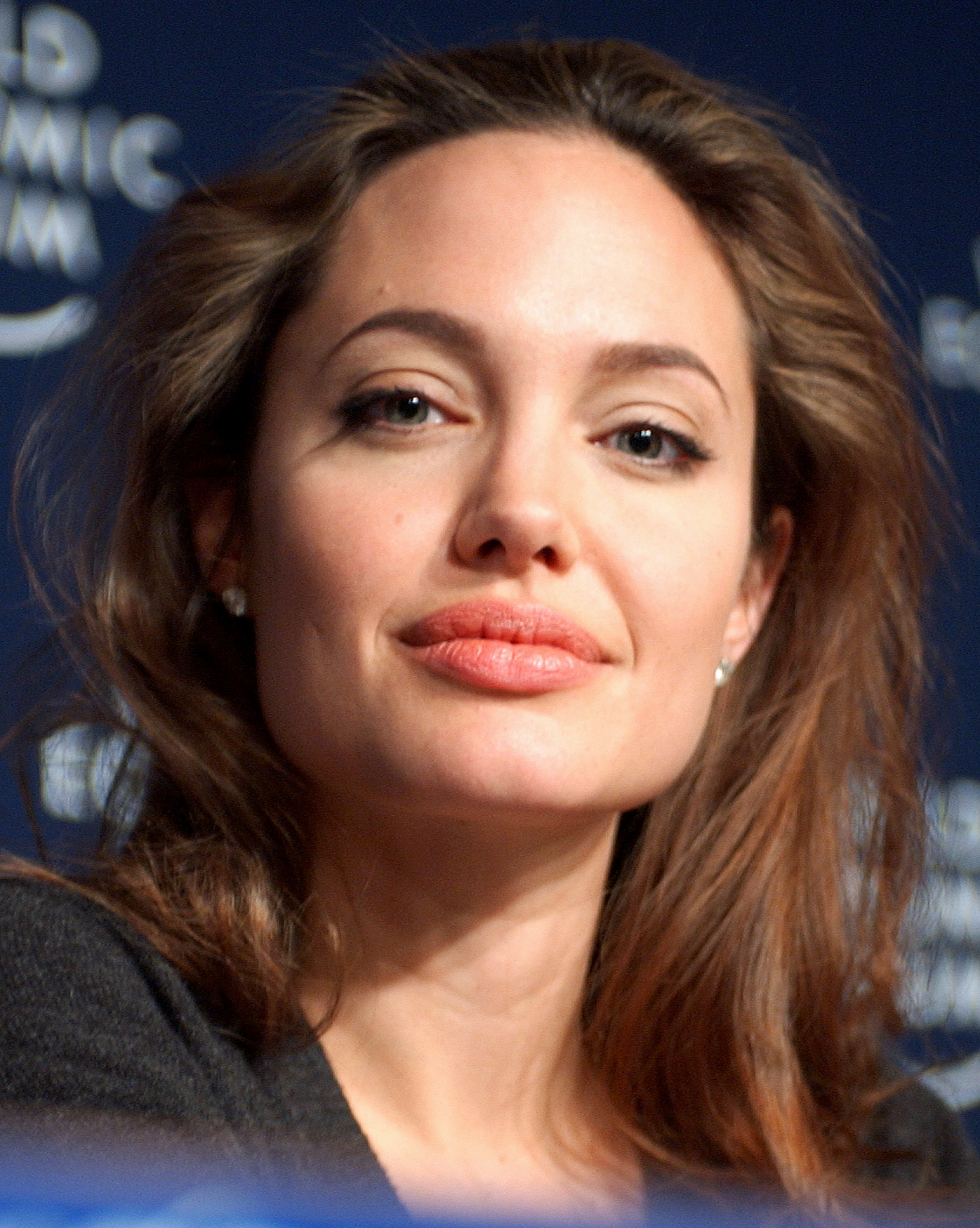
2005년, 스위스에서 열린 다보스 세계 경제 포럼에서.

졸리는 7살 때 아버지 존 보이트와 함께 영화 《라스베가스의 도박사들》(1982)에서 단역으로 출연했다. 16살 당시 연기에 최선을 다하고 있었지만, 오디션에서 "너무 어둡다"라는 이유로 번번히 탈락되었다. USC 영화-텔레비전학교에 갔다가 오빠의 학생 영화에 다섯 번 출연 했다. 뿐만 아니라 레니 크라비츠의 〈Stand by My Woman〉(1991), 안토넬로 벤디티의 〈Don't Dream It's Over〉, 〈Alta Marea〉(1991), 레몬헤즈의 〈It's About Time〉(1993), 미트 로프의 〈Rock and Roll Dreams Come Through〉(1993)과 같은 뮤직비디오에 출연했다. 졸리는 아버지에게서 배우기 시작했고, 사람을 관찰하는 법을 알아챘다. 이 시기 동안 둘의 관계는 보다 덜 껄끄러워졌고, 졸리가 "drama queens"이라는 것을 알아챘다.
1993년 SF 장르의 저예산 영화 《사이보그 2》에서 주연으로 출연하며 본격적인 영화 활동을 시작했다. 1995년에는 독립 영화 《위다웃 에비던스》에 조연으로 출연했으며, 같은 해 첫 할리우드 영화 《해커스》에서 케이트 "애시드 번" 리비로 출연했다. 《뉴욕 타임스》는 "케이트(안젤리나 졸리)가 눈에 띈다."고 평했다. 1996년에는 코미디 《로미오 그리고 줄리엣》과 로드 뮤비 《모하비의 달》에 출연했다. 1997년에는 영화 《플레잉 갓》, 《True Women》과 롤링 스톤스의 노래 〈Anybody Seen My Baby?〉 뮤직비디오에 출연했다.
1997년 《조지 웰러스》로 골든 글로브상을 받으면서 전망이 보이기 시작했다. 졸리는 게리 시니스가 연기한 알라버마 주지사 조지 웰러스의 두 번째 아내 코르넬리아 윌러스 역을 맡았다. 영화는 평론가들로부터 좋은 평가를 받으며 골든 글로브상 최우수 미니시리즈/ 텔레비전 영화를 비롯해 여러 상을 수상했다. 또한 졸리는 에미상 후보로 오르기도 했다.
1998년 졸리는 HBO의 《지아》에서 슈퍼모델 지아 커랜지 역으로 출연했다. 영화는 1980년대 중반 헤로인에 중독되면서 삶과 경력이 파괴되고, 에이즈로 삶을 마감한 지아 커랜지의 일생을 다룬 전기 영화이다. 이 영화로 골든 글로브상과 에미상에 2년 연속으로 후보로 지명되었으며, 미국 배우 조합상에서 처음으로 수상했다.
졸리의 연기력은 높이 평가받고 있었으나, 많은 관객을 기록한 영화는 없었다. 하지만 2001년 《툼 레이더》에 출연하면서 세계적 슈퍼스타로 올라섰다. 《툼 레이더》는 인기있는 비디오게임 툼 레이더를 각색한 영화로, 졸리는 주인공 역할 라라 크로프트를 위해 영국식 악센트와 무술 훈련을 받았다. 영화 속 졸리의 연기는 호평을 받았지만, 영화 자체는 부정적 평가가 대부분이었다. 《슬랜트 매거진》에서는 "라라 크로프트는 졸리에게 딱 들어 맞는 역할이었지만, 감독 사이먼 웨스트는 프로거 게임으로 여행을 보냈다"고 말했다. 그렇더라도 세계적으로 2억 7,500만 달러의 수익을 거둬들이면서 상업적 성공을 했고, 졸리는 여성 액션 스타로써 세계적 명성을 얻었다.

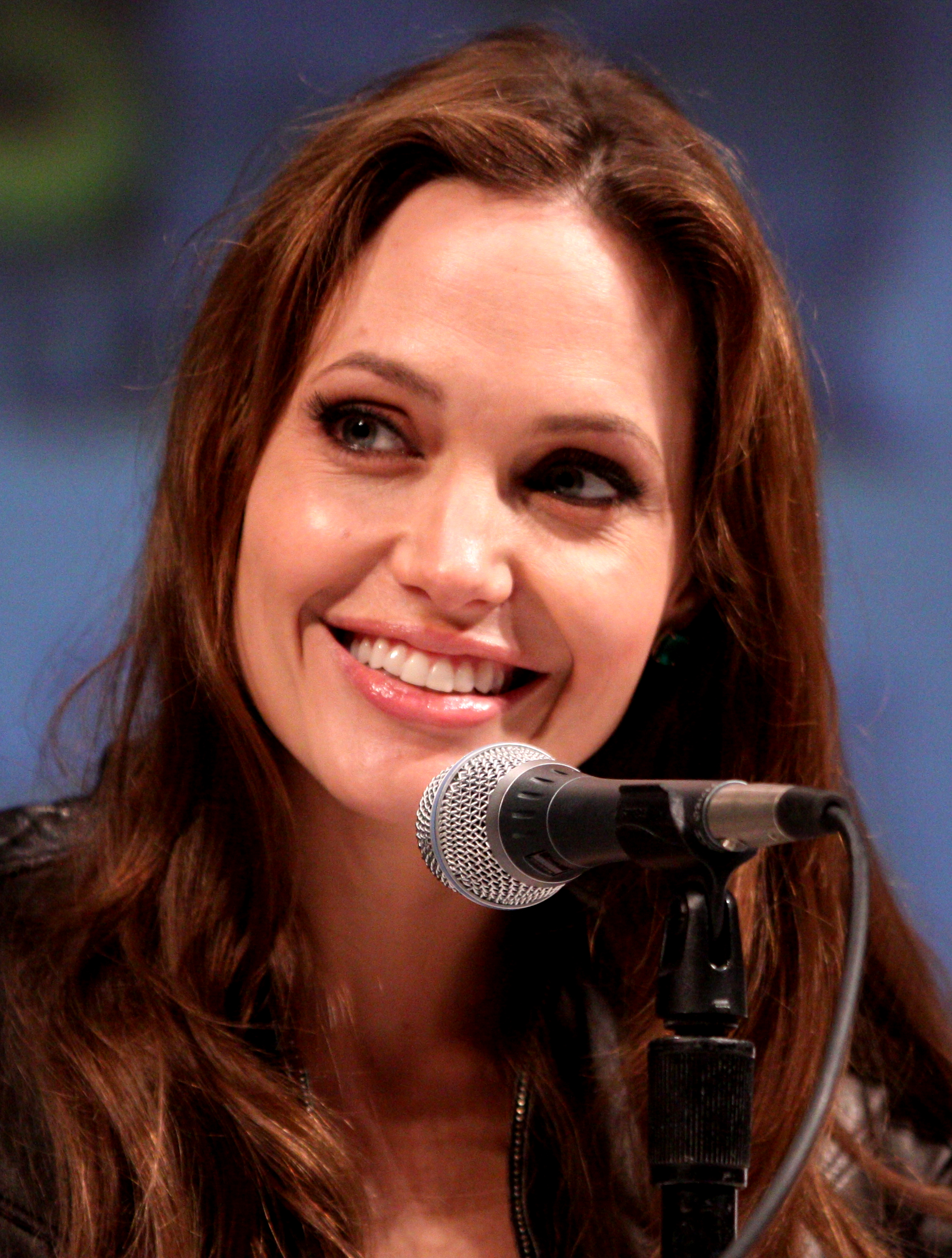
2010년 샌디에이고 코믹 콘에서 졸리.

2003년 《툼 레이더 2: 판도라의 상자》에서 또 다시 라라 크로프트 역을 맡으면서 할리우드에서 가장 높은 출연료를 받는 여자 배우로 올라섰다. 이 영화는 전편 만큼은 아니지만, 세계적으로 1억 5,600만 달러의 수익을 기록했다. 같은 해 《머나먼 사랑》에서 아시아와 아프리카 지역 구호지원을 다니는 사교계 명사 역할로 출연한다. 이 영화는 졸리가 실제 삶에서도 관심을 가지고 있는 인도주의적 모습을 알리기에 충분했지만, 평단이나 상업적으로 성공하지 못했다.
2004년에는 스릴러물 《테이킹 라이브즈》에 에단 호크와 함께 출연했다. 졸리는 몬트리올 법 집행에서 연쇄 살인범을 뒤쫓는데 도움을 주기 위해 소환된 FBI 범죄심리분석관을 연기했다. 영화는 호불호가 갈리는 평가를 받았는데, 《할리우드 리포터》에서는 "확실히 졸리의 연기는 무언가를 한 듯한 느낌이 들긴한다. 하지만 틀림없이 성적 매력이나 흥분되는 매력은 없었다"고 결론을 내렸다. 이후 드림웍스의 애니메이션 영화 《샤크》에서 에인절피시 로라 목소리를 맡았다. 또한 알렉산드로스 3세의 전기를 다룬 영화 《알렉산더》에서 올림피아스 여왕으로 출연했다. 감독 올리버 스톤이 알렉산더의 양성애 묘사를 못마땅하게 여기면서 미국에서는 실패했다. 하지만 나머지 나라에서 1억 3,900만 달러의 수익을 거두면서 국제적으로는 성공했다.
2005년에는 액션 코미디 영화 《미스터 & 미세스 스미스》에 브래드 피트와 함께 결혼한 커플이면서도 서로 다른 비밀 암살요원인 존과 제인 스미스 역으로 출연했다. 영화는 일반적으로 엇갈린 평가를 받았는데, 두 커플의 케미에 대해서는 호평을 받았다. 영화는 세계적으로 4억 7,800만 달러의 수익을 기록했는데, 그 해 일곱 번째로 높은 수익을 올린 영화였다. 다음 영화로 로버트 드 니로 감독의 《굿 셰퍼드》에 출연했다.

## 인도주의 활동
졸리는 전쟁으로 짓밟힌 캄보디아에서 《툼 레이더》(2001)를 촬영하면서 인도주의적 위기에 직면했다는 것을 느꼈다. 이때의 경험은 이후 세계에 대한 더욱 깊은 이해를 가져오게 된다. 졸리는 집으로 돌아온 후 분쟁 다발 지역에 대해 더 알기 위해 유엔 난민 기구(UNHCR)에 연락했다. 이러한 지역들의 상태를 더 배우기 위해 졸리는 전 세계의 난민 캠프를 방문하기 시작했다. 2001년 2월 첫 방문지 시에라리온과 탄자니아에 18일간 파견되었는데, 당시 봤던 것들에서 충격을 먹었다고 말했다.
다음 달 졸리는 캄보디아를 다시 방문해 2주 동안 머물렀으며, 파키스탄의 아프가니스탄 난민들을 만났다. 또한 국제 유니세프 긴급구호에 100만 달러를 기부했는데, 이 액수는 개인으로부터 받은 가장 큰 유니세프 기부금이다. 졸리는 선교에 관련된 모든 비용을 지불했고 자신이 방문한 모든 지역의 유니세프 외근직원과 기본적인 활동과 생활환경을 같이했다. 2001년 8월 7일 제네바의 유엔 난민 기구 본사로부터 친선 대사로 임명되었다.
이후 10년간. 전 세계 여러 곳의 난민과 30개 이상 국가의 국내실향민을 만나는 등의 선교를 다녔다. 2002년 성취하고 싶은 것은 무엇이냐고 물었을 때 졸리는 "어려운 사람들의 처지를 알리고 싶다. 그들을 낮춰보지 말고, 살아남으려는 것에 대해 칭찬해야 된다고 본다"고 말했다. 2001~2002년 방문지에서 이러한 목적이 있었다고 영화 《머나먼 사랑》과 함께 2003년 10월 출간한 졸리의 책 《Notes from My Travels》에서 쓰였다.

## 미디어에서

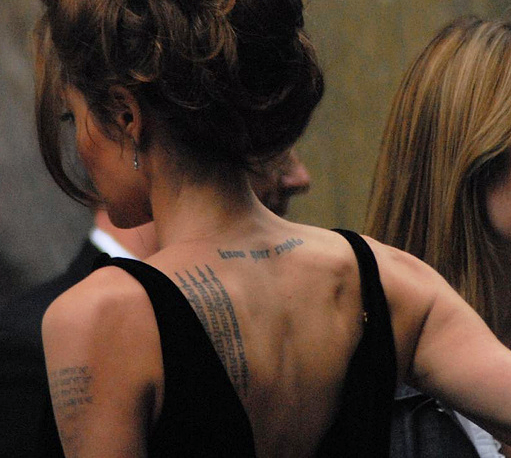
2007년 뉴욕에서 열린 《마이티 하트》 프리미어에서 졸리로, 여러 개의 문신이 보인다.

졸리는 처음 배우 일을 시작하고나서 10년 동안 홍보업체나 에이전트와 계약하지 않았는데, 미디어로부터 "야생의 아이"적인 모습을 유지했다. 졸리는 양성애자이며 BDSM에 흥미가 있다며 성적 지향에 대해 공개적으로 발언했다. 2000년 아카데미상 중 친오빠와 키스를 하고나서 타블로이드 신문의 각종 추측이 난무했고, 졸리는 묵살했다. 졸리는 1997년 당시 마약과 우울증이 있었던 경험, 자신을 죽이기 위한 청부 살인업자가 고용되었던 경험 뿐만 아니라 빌리 밥 손턴과 결혼 3일 전 UCLA의 정신병동에 입원했던 경험을 말했다. 2000년대 중반 이후 유니세프에 관여하고 아들 매독스를 입양하면서부터 할리우드 말썽꾸러기에서 인도주의적이고 헌신적인 엄마같은 이미지로 바뀌었다.
졸리의 외모는 대중 매체의 주목을 끌었는데, 특히 도톰한 입술과 많은 문신이 특징이다. 그리고 2002년 《보그》, 2004년 《에스콰이어》, 2005년 미국 FHM과 영국 《하퍼 바자》, 2006년 《피플》과 《헬로》, 2007년 《엠파이어》, 2009년 《배너티 페어》 등 수 많은 언론에서 세계에서 가장 "아름다운" 또는 "섹시한" 여성으로 꼽히고 있다. 《배너티 페어》의 "세계에서 가장 아름다운 여성" 설문 참여자 중 58%가 졸리를 꼽아 다른 유명 여성인들은 경쟁 상대가 되지 못했다. 《피플》의 2012년 역사상 가장 아름다운 인물 순위에서 1위로 선정되었다.
졸리는 많은 부위에 문신이 있다고 인터뷰를 통해 자주 밝혔다. 라틴어 속담인 "quod me nutrit me destrui"(나를 부유하게한 것이 또한 나를 망하게 한다.), 테네시 윌리엄스의 말을 인용한 "A prayer for the wild at heart, kept in cages", 얀트라 타투기법으로 새긴 12인치에서 8인치의 호랑이 문신, 브래트 피트와 자식들의 출생지를 지리학적 좌표로 새긴 일곱 개 문신 등 알려진 문신 개수는 14개이다. 시간이 지나면서 자신의 두 번째 남편 이름 "빌리 밥"과 한자로 새긴 "死"(죽음)과 "勇"(용기) 문신은 지웠다.
졸리는 개인 파일럿 자격증과 단일 엔진 Cirrus SR22 항공기를 보유하고 있다.
졸리의 파급력과 부유함은 많은 기록상에서도 인정 받고 있다. 2000년 《Q 스코어》에 따르면 아카데미상에서 상을 받고나서 응답자의 31%가 졸리를 알고 있다고 답했고, 2006년에는 미국인의 81%가 알고 있다고 조사되었다. 2006년 에이씨닐슨의 글로벌 산업 조사 중 42개 국제 시장에서 졸리와 피트를 세계적인 브랜드와 상품 광고를 위한 가장 선호하는 유명인으로 나타났다. 2006년부터 2008년까지 세인트 존과 시세이도의 얼굴로 활동했는데, 2011년에는 루이비통과 계약해 한 개 광고를 찍었는데, 1,000만 달러의 가치가 있다고 전했다. 또 《타임》의 세계에서 가장 영향력 있는 인물 100인을 선정하는 타임 100 순위에 2006년과 2008년 이름을 올렸다. 《포브스》의 할리우드의 가장 높은 출연료를 받는 여자 배우에서 2009년에는 2,700만 달러, 2011년에는 3,000만 달러, 2013년에는 3,300만 달러를 기록해 선정되었다. 또한 《포브스》의 세계에서 가장 영향력 있는 유명인을 선정하는 셀러브리티 100 순위 중 1위로 선정되었다.

## 출연 작품

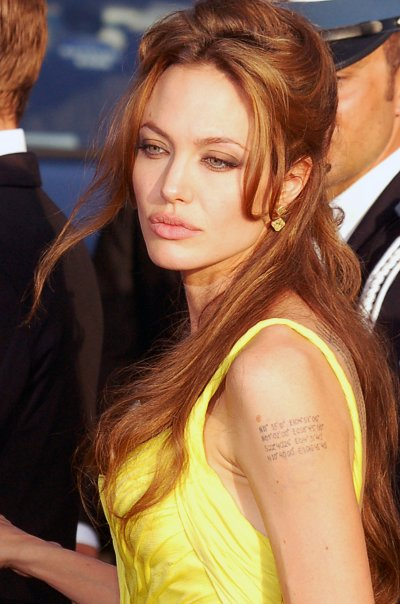
2007년 칸 영화제에서의 졸리.

| 연도 | 제목                       | 역할                          | 비고                                   |
| ---- | -------------------------- | ----------------------------- | -------------------------------------- |
| 1982 | 라스베가스의 도박사들      | 토쉬                          | 안젤리나 졸리 보이트라는 이름으로 활동 |
| 1993 | 사이보그 2                 | 카셀라 "캐시" 리스            |                                        |
| 1995 | 위다웃 에비던스            | 조디 스웨어링젠               |                                        |
| 1995 | 해커즈                     | 케이트 "애시드 번" 리비       |                                        |
| 1996 | 로미오 그리고 줄리엣       | 지나 마라씨시                 |                                        |
| 1996 | 모하비의 달                | 엘리너 "엘리" 릭비            |                                        |
| 1996 | 폭스파이어                 | 마가렛 렉스 새도브스키        |                                        |
| 1997 | 트루 우먼                  | 조지아 버지니아 로우시 우드스 | TV 영화                                |
| 1997 | 조지 월리스                | 코르넬리아 윌리스             |                                        |
| 1997 | 플레잉 갓                  | 클레어                        |                                        |
| 1998 | 지아                       | 지아 커랜지                   | TV 영화                                |
| 1998 | 헬스 키친                  | 글로리아 맥니어리             |                                        |
| 1998 | 라스트 타임                | 조안                          |                                        |
| 1999 | 에어 콘트롤                | 마리 벨                       |                                        |
| 1999 | 본 콜렉터                  | 아멜리아 도나지               |                                        |
| 1999 | 처음 만나는 자유           | 리사                          |                                        |
| 2000 | 식스티 세컨즈              | 사라 스웨이 웨이랜드          |                                        |
| 2001 | 툼 레이더                  | 라라 크로프트                 |                                        |
| 2001 | 오리지널 씬                | 줄리아 러셀/보니 캐슬         |                                        |
| 2002 | 어느날 그녀에게 생긴 일    | 래니 케리건                   |                                        |
| 2003 | 툼 레이더 2: 판도라의 상자 | 라라 크로프트                 |                                        |
| 2003 | 머나먼 사랑                | 사라 조단                     |                                        |
| 2004 | 테이킹 라이브스            | 일리아나 스콧                 |                                        |
| 2004 | 샤크                       | 로라                          | 목소리                                 |
| 2004 | 월드 오브 투모로우         | 프랭키 쿡                     |                                        |
| 2004 | 알렉산더                   | 올림피아스                    |                                        |
| 2005 | 미스터 & 미세스 스미스     | 제인 스미스                   |                                        |
| 2006 | 굿 셰퍼드                  | 마가렛 "클로버" 러셀          |                                        |
| 2007 | 어 플레이스 인 타임        |                               | 다큐멘터리 영화; 연출                  |
| 2007 | 마이티 하트                | 마리앤 펄                     |                                        |
| 2007 | 베오울프                   | 그렌델의 어머니               |                                        |
| 2008 | 쿵푸 팬더                  | 호랑이, 타이그리스            | 목소리                                 |
| 2008 | 원티드                     | 폭스                          |                                        |
| 2008 | 체인질링                   | 크리스틴 콜린스               |                                        |
| 2010 | 솔트                       | 에블린 솔트                   |                                        |
| 2010 | 투어리스트                 | 엘리즈 클리프턴-워드          |                                        |
| 2011 | 피와 꿀의 땅에서           |                               | 연출                                   |
| 2011 | 쿵푸 팬더 2                | 호랑이, 타이그리스            | 목소리                                 |
| 2014 | 말레피센트                 | 말레피센트                    |                                        |
| 2014 | 언브로큰                   |                               | 연출                                   |
| 2015 | 바이 더 씨                 | 바네사                        | 각본, 연출                             |
| 2016 | 쿵푸 팬더 3                | 호랑이, 타이그리스            | 목소리                                 |
| 2017 | 그들이 아버지를 죽였다     |                               | 연출                                   |
| 2019 | 말레피센트 2               | 말레피센트                    |                                        |
| 2020 | 컴 어웨이                  | 로즈                          |                                        |
| 2020 | 오직 하나뿐인 아이반       | 스텔라                        | 목소리, 제작에도 참여                  |
| 2021 | 내가 죽기를 바라는 자들    | 해나 페이버                   |                                        |
| 2021 | 이터널스                   | 테나                          |                                        |
| 2024 | 쿵푸팬더 4                 | 타이그리스                    | 목소리                                 |
| 2024 | 마리아                     | 마리아 칼라스                 |                                        |

## 수상 및 후보
| 연도 | 시상식               | 부문                                           | 영화                 | 결과 |
| ---- | -------------------- | ---------------------------------------------- | -------------------- | ---- |
| 1998 | 에미상               | 여우조연상 - 미니시리즈/ 영화                  | 《조지 월러스》      | 후보 |
| 1998 | 골든 글로브상        | 여우조연상 - 시리즈, 미니시리즈/ 텔레비전 영화 | 《조지 월러스》      | 수상 |
| 1998 | 에미상               | 여우주연상 - 미니시리즈/ 영화                  | 《지아》             | 후보 |
| 1999 | 골든 글로브상        | 여우주연 - 미니시리즈/ 텔레비전 영화           | 《지아》             | 수상 |
| 1999 | 미국 배우 조합상     | 여우주연상 - 미니시리즈/ 텔레비전 영화         | 《지아》             | 수상 |
| 2000 | 아카데미상           | 여우조연상                                     | 《처음 만나는 자유》 | 수상 |
| 2000 | 골든 글로브상        | 여우조연상 - 영화                              | 《처음 만나는 자유》 | 수상 |
| 2000 | 미국 배우 조합상     | 여우조연상                                     | 《처음 만나는 자유》 | 수상 |
| 2008 | 골든 글로브상        | 여우주연 - 영화 드라마                         | 《마이티 하트》      | 후보 |
| 2008 | 미국 배우 조합상     | 여우주연상                                     | 《마이티 하트》      | 후보 |
| 2009 | 아카데미상           | 여우주연상                                     | 《체인질링》         | 후보 |
| 2009 | 영국 아카데미 영화상 | 여우주연상                                     | 《체인질링》         | 후보 |
| 2009 | 골든 글로브상        | 여우주연 - 영화 드라마                         | 《체인질링》         | 후보 |
| 2009 | 미국 배우 조합상     | 여우주연상                                     | 《체인질링》         | 후보 |
| 2011 | 골든 글로브상        | 여우주연 - 영화 뮤지컬코미디                   | 《투어리스트》       | 후보 |
| 2012 | 골든 글로브상        | 최우수 외화상 (프로듀서로)                     | 《피와 꿀의 땅에서》 | 후보 |